# كونستنت رو
كونستنت رو (بالفرنسية: Constant Roux)‏ هو نحات فرنسي، ولد في 20 أبريل 1865 في مارسيليا في فرنسا، وتوفي بنفس المكان في 17 نوفمبر 1942.

## معرض صور

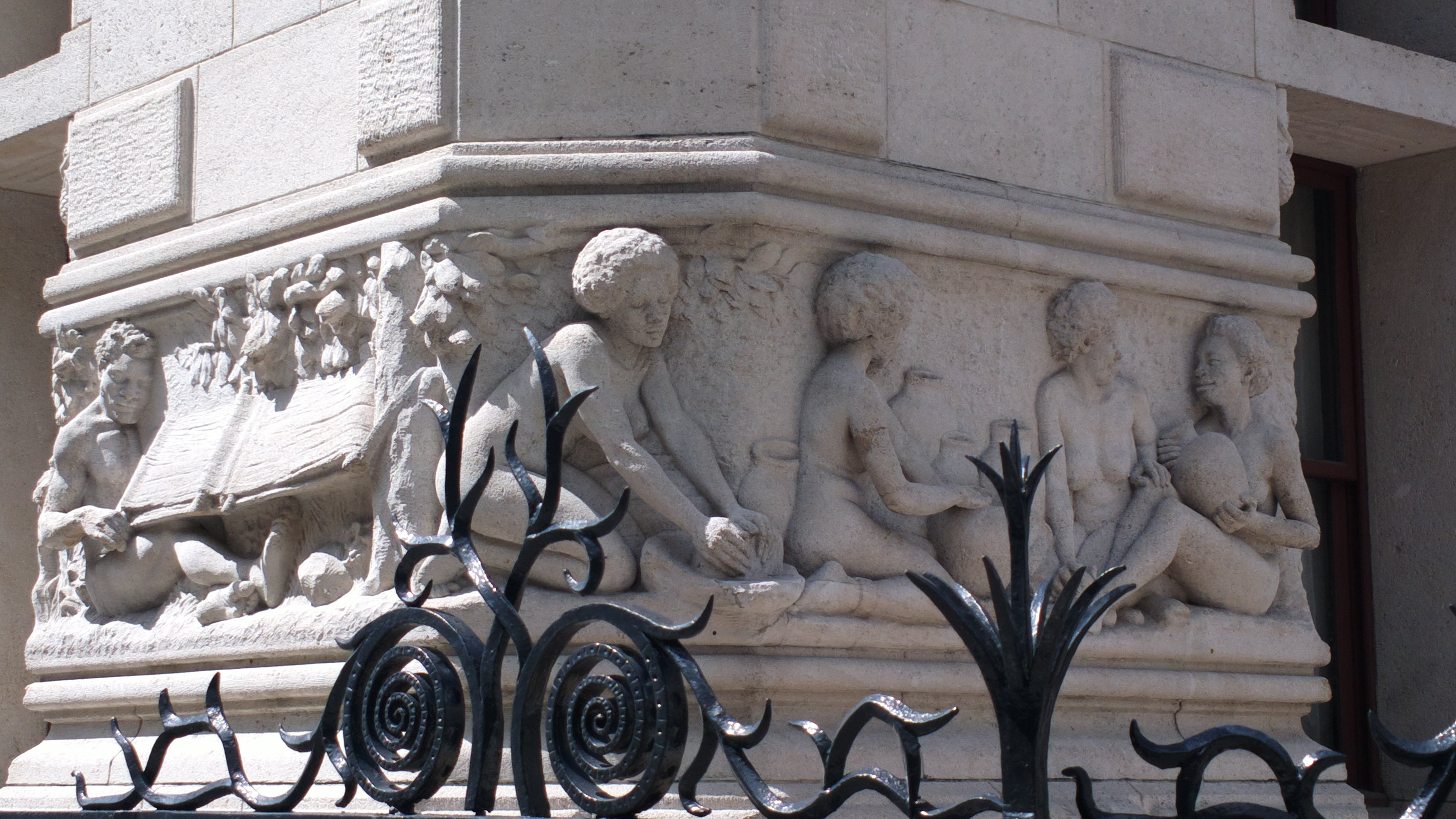
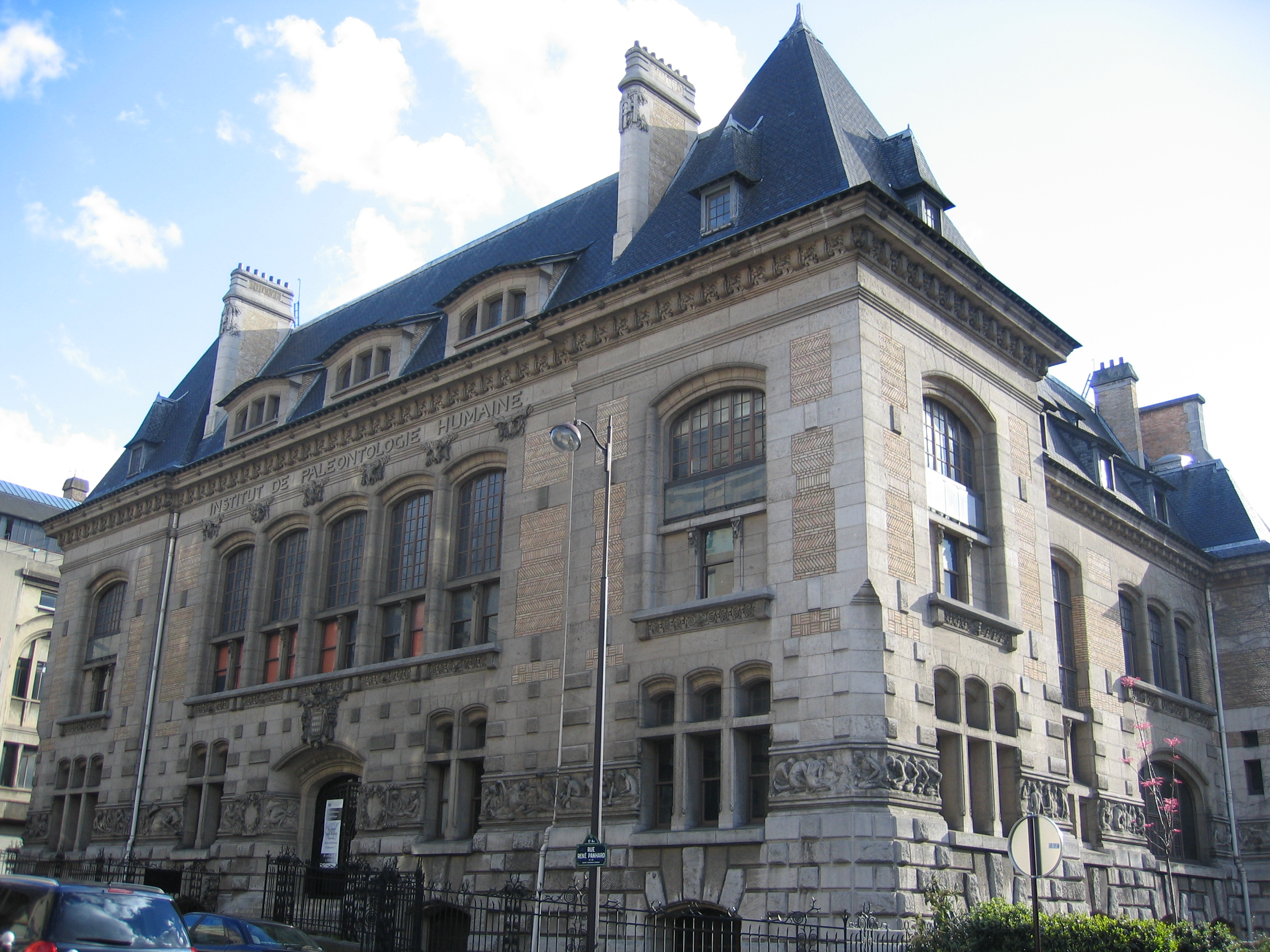
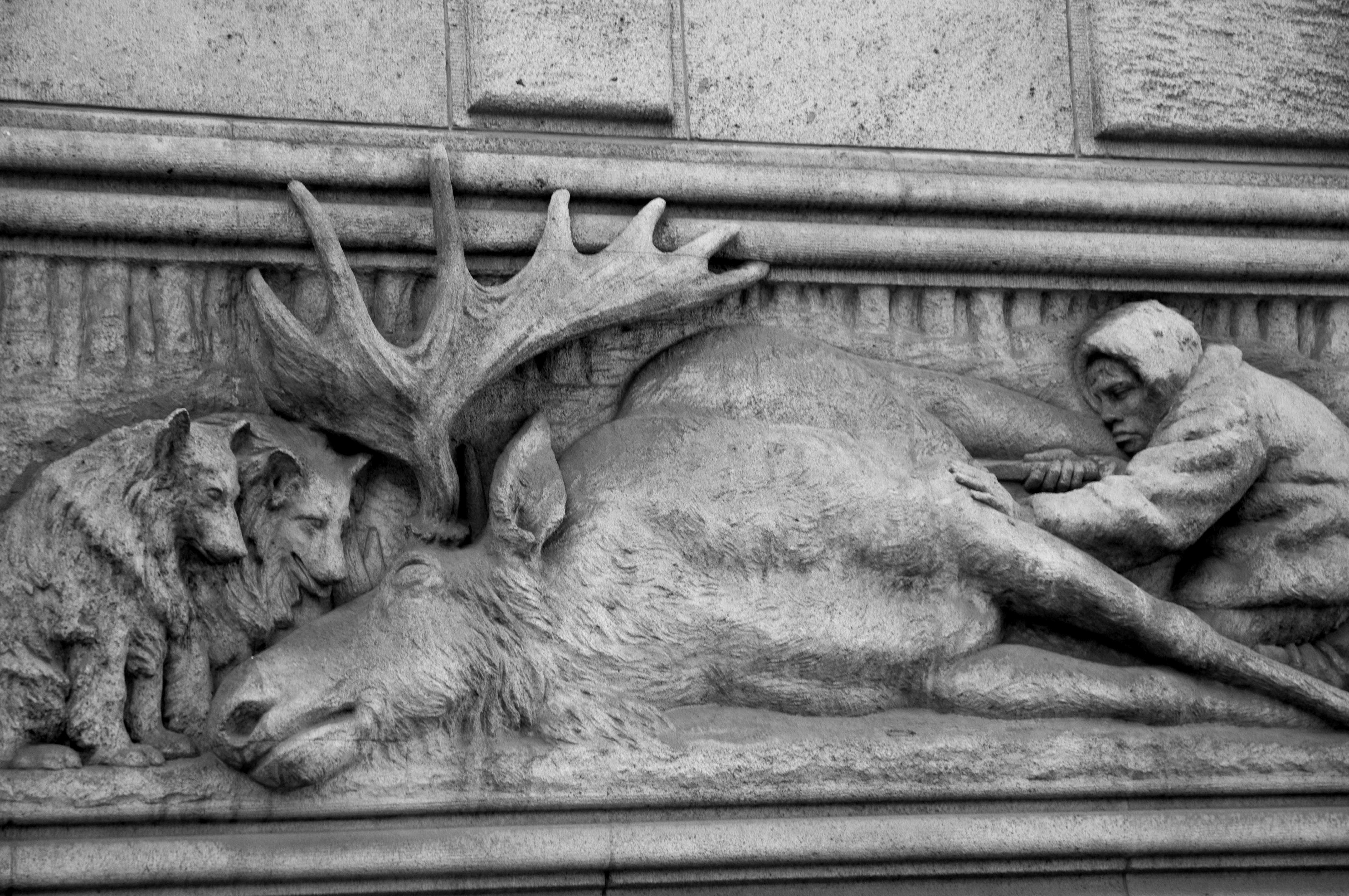
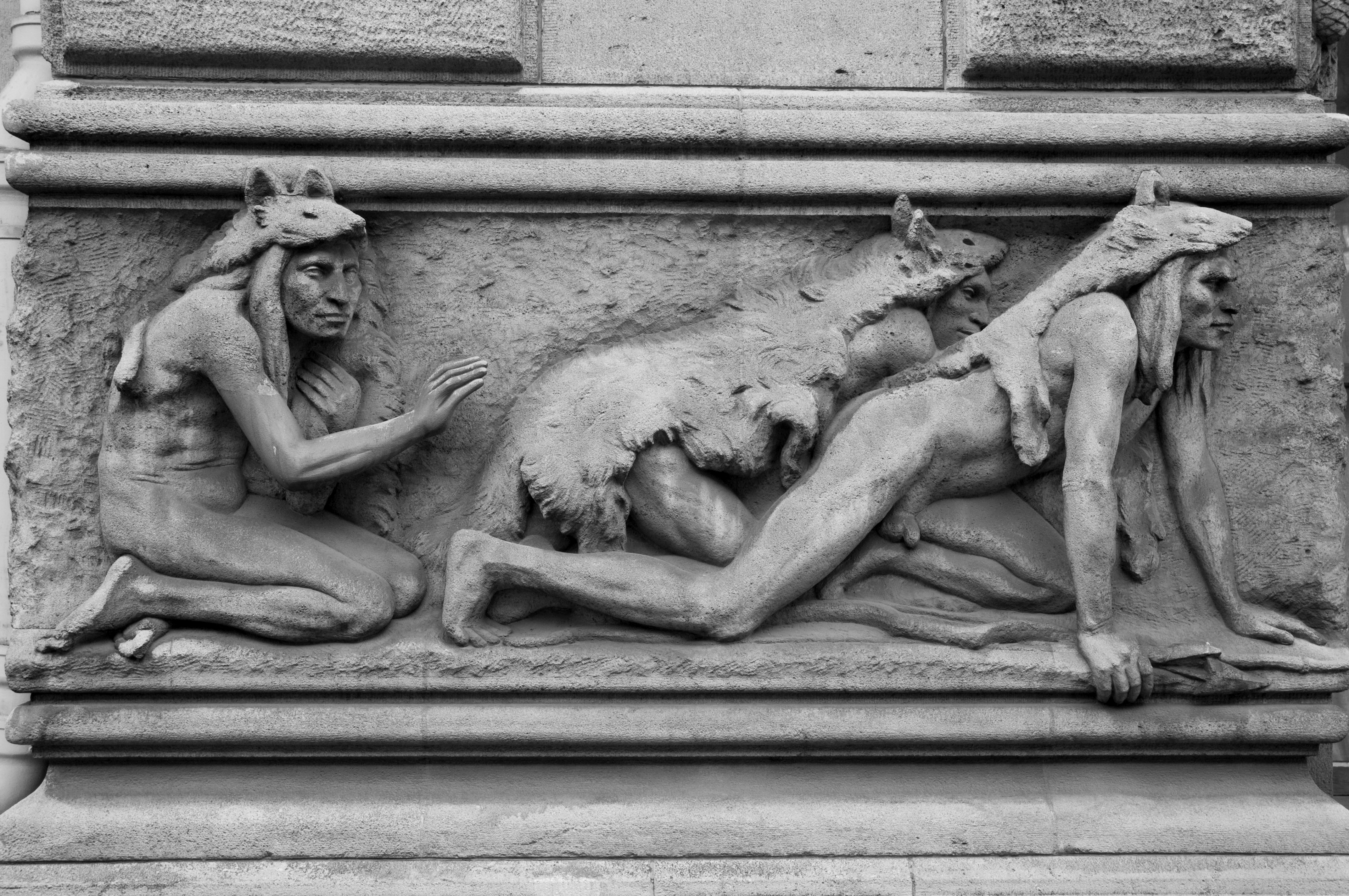

## وصلات خارجية
- كونستنت رو على موقع أوليمبيديا (الإنجليزية)